# بنت اسمها محمود (فلم)
يحكي الفيلم قصه حميده الشابة الجميلة التي نجحت في الثانوية العامة وتريد الدخول إلى كليه التجارة لكن أبوها صاحب محل المفروشات يرفض دخولها الجامعة ولكنها تستطيع بمساعده الدكتور حسن الذي مايزال في السنة الأخيرة في كليه الطب ويحبها وتحبه الدخول للجامعه والدراسة دون علم أبوها وعندما يعلم الأب يحبسها في المنزل ويرمي جميع كتبها فتهرب حميده إلى حسن وتحكي له القصة فيخطر بباله حيله وهي بأن يبلغ والدها أنحميده قد اجريت لها عمليه جراحيه فتحولت إلى ولد وفعلا تمشي الحيلة على الأب وياخذ محمود الذي هو حميده إلى المحل وهناك تستلم حميده كل شيء وتجدد المحل ويصبح المحل شهيرا جدا وتتهافت المعجبات على محمود وتخلق المشاكل إلى أنها في النهاية تفصح عن الحقيقة وتتزوج الدكتور حسن

## بطولة
| - سهير رمزي: حميدة / محمود - سمير صبري: حسن - محمد رضا: المعلم فرغلي - سمير غانم: وحيد - سهير الباروني - هالة فاخر: سعاد - سيد زيان - زينات صدقي - فاطمة عمارة: توحيدة - محمد شوقي | - عبد الغني النجدي - ليلى صادق - محمد الشويحي: يعمل بمحل الموبيليا - عبد العظيم بدار - محمد خيري: أحد أطباء الامتياز - فؤاد عطية - أحمد حلاوة: أحد أطباء الامتياز - عبد القادر حسين - أميرة فؤاد | - عزيز حافظ - دولت سلامة - أنور الخوام - منى عبد الله - توفيق الكردي - حياة كامل - شكري منصور - عايدة رياض: راقصة استعراض - سلامه إلياس: دكتور بالجامعة |

## وصلات خارجية
- مقالات تستعمل روابط فنية بلا صلة مع ويكي بيانات

 (بالإنجليزية)